# 舊金山輕軌M線
舊金山輕軌M線，亦稱M洋景路線（英語：M Ocean View），是美國加州舊金山市區的舊金山輕軌路線。其為舊金山20世紀原始路面電車路線之一，於1980年部分路段改建為現代輕軌系統。許多路面電車在二次大戰之後改成公車路線，但M線因使用雙峰隧道的緣故而保留下來。
原本路線在郊區的終點是在洋景區 (舊金山)Broad Street與Plymouth Avenue交叉口，在此以三角線進行迴轉。在1980年8月30日，M線延伸至巴爾波亞公園站。
雙峰隧道內的尤利卡站原先為K線的一個停站，但在1972年關閉。10年後，由配合新建立的輕軌系統而設的卡斯楚街站取代。

## 外部連結
- Muni Metro and San Francisco rail map (195KB PDF)
- M Ocean View route information from the SF Muni Map Project